# شعبي (المفلحي)

تعديل مصدري - تعديل

شعبي هي إحدى قرى عزلة المفلحي بمديرية المفلحي التابعة لمحافظة لحج، بلغ تعداد سكانها 121 نسمة حسب تعداد اليمن لعام 2004.